# Prezidentské volby na Slovensku 2004

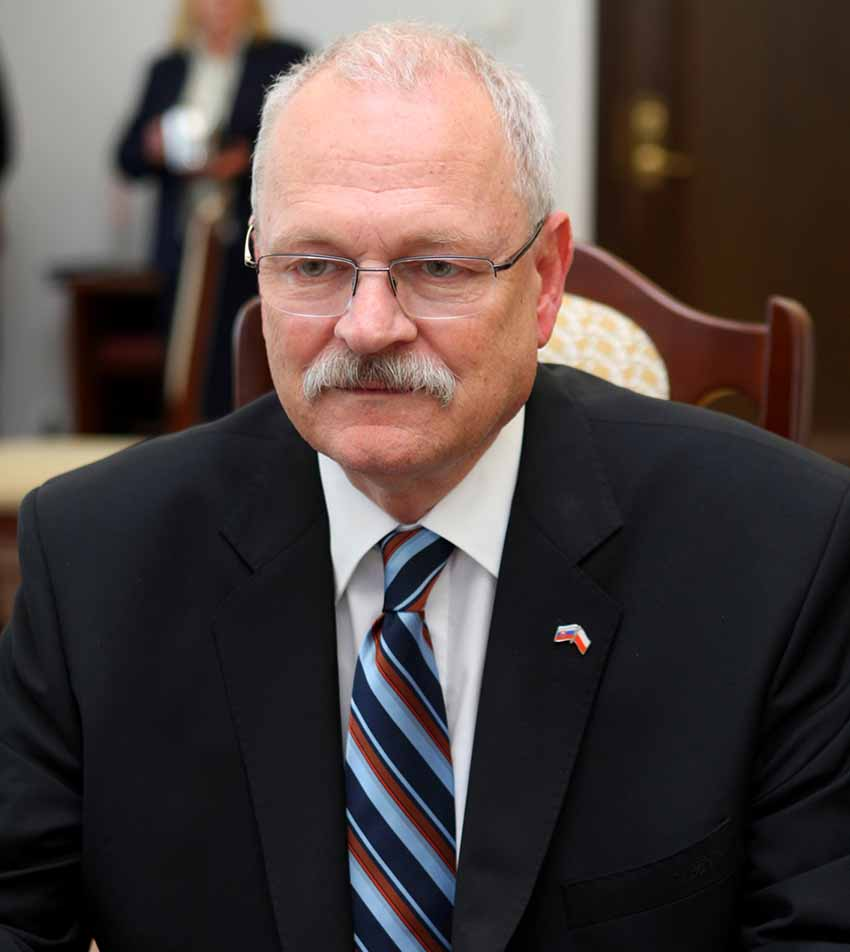
Kandidát na prezidenta Slovenska Ivan Gašparovič

Prezidentské volby na Slovensku 2004 byly v pořadí druhé prezidentské volby, kdy prezidenta volili lidé přímo - tj. přímou 
volbou. Konaly se 3. (první kolo) a 17. dubna (druhé kolo). 

## 1. kolo
|        | Kandidát                                                  | Počet hlasů | zisk v % |
| ------ | --------------------------------------------------------- | ----------- | -------- |
| 1.     | Vladimír Mečiar (HZDS, podpora: SĽS a SNS)                | 650 242     | 32,73    |
| 2.     | Ivan Gašparovič (HZD, podpora: ĽÚ, PSNS a SMER)           | 442 564     | 22,28    |
| 3.     | Eduard Kukan (SDKÚ, podpora: ANO, DS a SDA)               | 438 920     | 22,09    |
| 4.     | Rudolf Schuster                                           | 147 549     | 7,42     |
| 5.     | František Mikloško (KDH, podpora: OKS a SMK)              | 129 414     | 6,51     |
| 6.     | Martin Bútora (podpora: SF)                               | 129 387     | 6,51     |
| 7.     | Ján Králik (SDĽ, podpora: SDSS a Združenie žen Slovenska) | 15 873      | 0,79     |
| 8.     | Jozef Kalman (Ľavicový blok)                              | 10 221      | 0,51     |
| 9.     | Július Kubík                                              | 7 734       | 0,38     |
| 10.    | Jozef Šesták                                              | 6 785       | 0,34     |
| 11.    | Stanislav Bernát                                          | 5 719       | 0,28     |
| 12.    | Ľubomír Roman1)                                           | 1 806       | 0,09     |
| celkem |                                                           | 1 986 214   | 100,00   |

Poznámka:

1 - vzdal se kandidatury ve prospěch Eduarda Kukana 
- účast voličů: 47,94 %
- celkový počet voličů: 4 204 899
- počet voličů (platných hlasů): 1 986 214

## 2. kolo
Do druhého kola postoupili dva nejúspěšnější kandidáti z prvního kola.
|        | Kandidát        | Počet hlasů | zisk v % |
| ------ | --------------- | ----------- | -------- |
| 1.     | Ivan Gašparovič | 1 079 592   | 59,91    |
| 2.     | Vladimír Mečiar | 722 368     | 40,08    |
| celkem |                 | 1 801 960   | 100,00   |

- účast voličů: 43,50 %
- celkový počet voličů: 4 204 899
- počet voličů (platných hlasů): 1 801 960